# Juarros de Voltoya
Juarros de Voltoya é um município da Espanha na província de Segóvia, comunidade autónoma de Castela e Leão, de área 21,64 km² com população de 272 habitantes (2004) e densidade populacional de 12,57 hab/km².

## Demografia
| Variação demográfica do município entre 1991 e 2004 | Variação demográfica do município entre 1991 e 2004 | Variação demográfica do município entre 1991 e 2004 | Variação demográfica do município entre 1991 e 2004 |
| --------------------------------------------------- | --------------------------------------------------- | --------------------------------------------------- | --------------------------------------------------- |
| 1991                                                | 1996                                                | 2001                                                | 2004                                                |
| 293                                                 | 288                                                 | 275                                                 | 272                                                 |